# Copa Chile 2024
La Copa Chile 2024, llamada como «Copa Chile Coca-Cola Sin Azúcar» por fines de patrocinio, fue la 44.a edición de la Copa Chile, la copa nacional de fútbol en el país.
El formato del torneo de este año, será el mismo de la edición anterior (con la novedad de que algunos equipos cambiaron de categoría). Además, participarán diecinueve representantes regionales aficionados, en su mayoría campeones regionales vigentes.
La principal novedad de esta edición fue la disputa del partido inaugural en el archipiélago Juan Fernández, encuentro en el que la selección local recibió al club Santiago Wanderers en la localidad de San Juan Bautista. Fue la segunda ocasión en la historia del torneo en que se disputó un partido en el territorio chileno insular, teniendo como precedente la participación de Rapa Nui en la edición de 2009.
El equipo campeón de este torneo fue Universidad de Chile que derrotó en la Final a Ñublense por un gol a cero. Con ello se ganó el derecho de disputar la Supercopa de Chile ante Colo-Colo, que fue el campeón de la Primera División. 
Al ser finalista, Ñublense clasificó automáticamente como «Chile 4» a la Copa Libertadores, ya que Universidad de Chile ganó el cupo de «Chile 2» al ser subcampeón del torneo de la Primera División, tal como señala las bases del torneo.

## Modalidad
La Copa Chile 2024 contará con los equipos de Primera División, Primera B, Segunda División Profesional, Tercera División A , además de equipos regionales de la ANFA y el equipo invitado Juan Fernández. Se dividirán en dos fases, fase regional y fase nacional.
Fase Regional
Los equipos se dividirán en cuatro zonas acorde su ubicación geográfica: Zona Norte, Zona Centro Norte, Zona Centro Sur y Zona sur. Cada zona contará con 4 fases de eliminación directa, los cuartos de final y semifinales serán partidos de ida y vuelta, mientras que los octavos y finales zonales serán a partido único. La conformación de las llaves es diferente para cada zona, esto debido a la diferente cantidad de equipos que cada una tenía, el detalle de cada zona en el siguiente cuadro:
| Zonas        | Equipos participantes                                          | Sorteo de llaves |
| ------------ | -------------------------------------------------------------- | --- |
| Norte        | 16 clubes: 10 de la ANFP y 6 de la ANFA, completando 8 llaves. | Acorde cercanía geográfica y ranking histórico de la Copa Chile. |
| Centro norte | 16 clubes y 8 llaves por cada zona.                            | 4 cabezas de serie se eligieron por cada zona acorde a los mejores posicionados en el ranking histórico de la Copa Chile, el resto de los equipos se separaron en 3 bolilleros. - 4 equipos mejores posicionados subsequentes del ranking según su zona - 5 equipos mejores posicionados subsequentes del ranking según su zona - Clubes de la ANFA |
| Centro sur   | 16 clubes y 8 llaves por cada zona.                            | 4 cabezas de serie se eligieron por cada zona acorde a los mejores posicionados en el ranking histórico de la Copa Chile, el resto de los equipos se separaron en 3 bolilleros. - 4 equipos mejores posicionados subsequentes del ranking según su zona - 5 equipos mejores posicionados subsequentes del ranking según su zona - Clubes de la ANFA |
| Sur          | 16 clubes: 10 de la ANFP y 6 de la ANFA, completando 8 llaves. | Acorde cercanía geográfica y ranking histórico de la Copa Chile. |

La definición de las localías para los octavos de final, fue otorgada a los equipos de menor categoría de la llave, en caso de que ambos equipos fueran de la misma categoría, será local el equipo que tuviera mejor ubicación, en el ranking histórico de la Copa Chile. A partir de los cuartos de final, el equipo con mejor ranking será el que definirá de local la llave. En caso de que ambos equipos no tengan puntuación, la localía se definirá por sorteo.
Fase Nacional
Los cuatro ganadores de las zonas se enfrentarán en partidos de ida y vuelta por las semifinales de la fase nacional, las llaves fueron designadas de la siguiente forma: El campeón de la Zona Norte vs. el campeón de la Zona Centro Norte y el campeón de la Zona Centro Sur vs. el campeón de la Zona Sur. La final se jugará a partido único, en sede y fecha por definir.

## Participantes
Esta es la lista de los 78 equipos de las diferentes categorías, que participarán en esta edición 2024 de la Copa Chile.

### Primera División
| Equipo               | Ciudad        | Estadio                    | Capacidad |
| -------------------- | ------------- | -------------------------- | --------- |
| Audax Italiano       | La Florida    | Bicentenario de La Florida | 12.000    |
| Cobreloa             | Calama        | Zorros del Desierto        | 12.102    |
| Cobresal             | El Salvador   | El Cobre                   | 12.000    |
| Colo-Colo            | Macul         | Monumental                 | 47.347    |
| Coquimbo Unido       | Coquimbo      | Francisco Sánchez          | 18.750    |
| Deportes Copiapó     | Copiapó       | Luis Valenzuela            | 8.500     |
| Deportes Iquique     | Iquique       | Tierra de Campeones        | 13.171    |
| Everton              | Viña del Mar  | Sausalito                  | 21.000    |
| Huachipato           | Talcahuano    | Huachipato - CAP Acero     | 10.500    |
| Ñublense             | Chillán       | Nelson Oyarzún             | 12.000    |
| O'Higgins            | Rancagua      | El Teniente                | 14.000    |
| Palestino            | La Cisterna   | Municipal de La Cisterna   | 12.000    |
| Unión Española       | Independencia | Santa Laura                | 19.887    |
| Unión La Calera      | La Calera     | Nicolás Chahuán            | 9.200     |
| Universidad Católica | Las Condes    | Santa Laura                | 19.887    |
| Universidad de Chile | Nuñoa         | Nacional                   | 48.665    |

### Primera B
| Equipo                    | Ciudad       | Estadio                   | Capacidad |
| ------------------------- | ------------ | ------------------------- | --------- |
| Barnechea                 | Lo Barnechea | Municipal de Lo Barnechea | 2.500     |
| Curicó Unido              | Curicó       | La Granja                 | 8.278     |
| Deportes Antofagasta      | Antofagasta  | Calvo y Bascuñán          | 21.100    |
| Deportes La Serena        | La Serena    | La Portada                | 18.500    |
| Deportes Limache          | Limache      | Gustavo Ocaranza          | 3.000     |
| Deportes Recoleta         | Recoleta     | Leonel Sánchez            | 2.000     |
| Deportes Santa Cruz       | Santa Cruz   | Joaquín Muñoz             | 4.000     |
| Deportes Temuco           | Temuco       | Germán Becker             | 18.000    |
| Magallanes                | San Bernardo | Luis Navarro              | 3.500     |
| Rangers                   | Talca        | Fiscal de Talca           | 16.000    |
| San Luis de Quillota      | Quillota     | Lucio Fariña              | 7.700     |
| San Marcos de Arica       | Arica        | Carlos Dittborn           | 14.373    |
| Santiago Morning          | La Pintana   | Municipal de La Pintana   | 5.000     |
| Santiago Wanderers        | Valparaíso   | Elías Figueroa            | 21.568    |
| Unión San Felipe          | San Felipe   | Javier Muñoz              | 10.000    |
| Universidad de Concepción | Concepción   | Ester Roa                 | 33.000    |

### Segunda División Profesional
| Equipo                | Ciudad       | Estadio                  | Capacidad |
| --------------------- | ------------ | ------------------------ | --------- |
| Concón National       | Concón       | Lucio Fariña             | 7.700     |
| Deportes Concepción   | Concepción   | Ester Roa                | 33.000    |
| Deportes Linares      | Linares      | Tucapel Bustamante       | 4.000     |
| Deportes Melipilla    | Melipilla    | Soinca Bata              | 1.000     |
| Deportes Puerto Montt | Puerto Montt | Chinquihue               | 10.000    |
| Deportes Rengo        | Rengo        | Guillermo Guzmán         | 3.000     |
| Fernández Vial        | Concepción   | Ester Roa                | 33.000    |
| General Velásquez     | San Vicente  | Augusto Rodríguez        | 3.000     |
| Lautaro de Buin       | Buin         | Regional de Los Andes    | 3.000     |
| Provincial Osorno     | Osorno       | Rubén Marcos             | 11.000    |
| Provincial Ovalle     | Ovalle       | Diaguita                 | 5.160     |
| Real San Joaquín      | San Joaquín  | Municipal de San Joaquín | 3.515     |
| San Antonio Unido     | San Antonio  | Municipal La Pintana     | 5.000     |
| Trasandino            | Los Andes    | Regional de Los Andes    | 3.300     |

### Tercera División
| Equipo                | Ciudad         | Estadio                  | Capacidad |
| --------------------- | -------------- | ------------------------ | --------- |
| Brujas de Salamanca   | Salamanca      | Municipal de Salamanca   | 3.000     |
| Chimbarongo           | Chimbarongo    | Municipal de Chimbarongo | 1.500     |
| Colchagua             | San Fernando   | Jorge Silva              | 7.200     |
| Comunal Cabrero       | Cabrero        | Luis Figueroa            | 3.500     |
| Constitución Unido    | Constitución   | Enrique Donn             | 2.060     |
| Deportes Colina       | Colina         | Manuel Rojas             | 4.000     |
| Deportes Quillón      | Quillón        | Complejo CQ              | 1.000     |
| Deportes Valdivia     | Valdivia       | Parque Municipal         | 5.000     |
| Iberia                | Los Ángeles    | Fiscal de Mulchén        | 4.600     |
| Imperial Unido        | Nueva Imperial | El Alto                  | 2.000     |
| Municipal Mejillones  | Mejillones     | Rolando Cortés           | 1.500     |
| Municipal Puente Alto | Puente Alto    | Municipal de Puente Alto | 1.900     |
| Santiago City         | Las Condes     | Paul Harris              | 1.600     |
| Unión Compañías       | La Serena      | La Portada               | 18.500    |

### Regionales
| Equipo             | Ciudad       | Estadio              | Capacidad |
| ------------------ | ------------ | -------------------- | --------- |
| Alas Portuarias    | Puerto Aysén | Municipal de Aysén   | 1.500     |
| Barcelona          | Copiapó      | Luis Valenzuela      | 8.500     |
| Central Norte      | Antofagasta  | Calvo y Bascuñán     | 21.770    |
| El Lucero          | Chillán      | Arístides Bahamondes | 5.000     |
| Ferroviarios       | Monte Águila | Luis Figueroa        | 3.500     |
| Juvenil Seminario  | Talca        | Fiscal de Talca      | 16.000    |
| Marcos Trincado    | Rengo        | Guillermo Guzmán     | 3.000     |
| Miramar Sindempart | Coquimbo     | Francisco Sánchez    | 18.750    |
| Norte Unido        | Iquique      | Tierra de Campeones  | 13.171    |
| Presidente Ibáñez  | Punta Arenas | Antonio Rispoli      | 4.000     |
| San Antonio Unido  | Temuco       | Germán Becker        | 3.500     |
| Unión Wanderers    | Valdivia     | Parque Municipal     | 5.000     |
| Vicente Pérez      | Puerto Montt | Chinquihue           | 10.000    |

### Invitados
| Equipo                | Ciudad         | Estadio                     | Capacidad |
| --------------------- | -------------- | --------------------------- | --------- |
| 11 de Septiembre      | Arica          | Carlos Dittborn             | 14.373    |
| Juan Fernández        | Juan Fernández | Municipal de Juan Fernández | 350       |
| Unión Glorias Navales | Viña del Mar   | Sausalito                   | 21.000    |

## Fase Previa
En esta fase, para definir al ganador de cada llave se considerarán los puntos obtenidos por ambos equipos tras los encuentros de ida y vuelta. En caso de igualdad, el ganador se definirá mediante lanzamientos penales.

### Inauguración
|                | Resultado |                    |
| -------------- | --------- | ------------------ |
| Juan Fernández | 1 - 2     | Santiago Wanderers |

### Preclasificatorio Aysén
| Pos. | Equipo          | Pts. | PJ | G | E | P | GF | GC | Dif. |  |
| ---- | --------------- | ---- | -- | - | - | - | -- | -- | ---- |  |
| 1    | Alas Portuarias | 6    | 2  | 2 | 0 | 0 | 4  | 2  | +2   |  |
| 2    | Halcones        | 3    | 2  | 1 | 0 | 1 | 4  | 2  | +2   |  |
| 3    | Colo-Colo       | 0    | 2  | 0 | 0 | 2 | 3  | 7  | −4   |  |

 Fuente: enelcamarin.cl
     Accede a la Fase Regional.
|                 | Resultado |                 |
| --------------- | --------- | --------------- |
| Alas Portuarias | 3 - 2     | Colo Colo       |
| Halcones        | 4 - 1     | Colo Colo       |
| Halcones        | 0 - 1     | Alas Portuarias |

### Previa Regionales
|                   | Global           |                    | Ida   | Vuelta |
| ----------------- | ---------------- | ------------------ | ----- | ------ |
| Glorias Navales   | 3 - 1            | Miramar Sindempart | 1 - 1 | 2 - 0  |
| Lucero            | 1 - 4            | Juvenil Seminario  | 1 - 3 | 0 - 1  |
| San Antonio Unido | 5 - 2            | Ferroviarios       | 3 - 1 | 2 - 1  |
| Unión Wanderers   | 1 - 1 (1 - 4 p.) | Vicente Pérez      | 0 - 0 | 1 - 1  |

### Previa Tercera División
|                      | Global           |                       | Ida   | Vuelta |
| -------------------- | ---------------- | --------------------- | ----- | ------ |
| Municipal Mejillones | 1 - 1 (3 - 2 p.) | Deportes Colina       | 0 - 1 | 1 - 0  |
| Unión Compañías      | 1 - 3            | Brujas de Salamanca   | 1 - 1 | 0 - 2  |
| Chimbarongo FC       | 4 - 6 (1 - 4 p.) | Santiago City         | 4 - 2 | 0 - 4  |
| Colchagua            | 4 - 5            | Municipal Puente Alto | 2 - 2 | 2 - 3  |
| Deportes Quillón     | 5 - 4            | Constitución Unido    | 4 - 3 | 1 - 1  |
| Comunal Cabrero      | 2 - 2 (5 - 4 p.) | Iberia                | 1 - 0 | 1 - 2  |
| Imperial Unido       | 1 - 0            | Deportes Valdivia     | 1 - 0 | 0 - 0  |

## Fase Regional

### Zona Norte
| Local                | Resultado        | Visita               |
| -------------------- | ---------------- | -------------------- |
| 11 de Septiembre     | 0 - 4            | San Marcos de Arica  |
| Norte Unido          | 1 - 3            | Deportes Iquique     |
| Central Norte        | 1 - 5            | Deportes Antofagasta |
| Barcelona            | 0 - 3            | Cobreloa             |
| Provincial Ovalle    | 1 - 3            | Cobresal             |
| Municipal Mejillones | 0 - 4            | Deportes Copiapó     |
| Trasandino           | 2 - 2 (4 - 3 p.) | Deportes La Serena   |
| Brujas de Salamanca  | 0 - 0 (0 - 3 p.) | Coquimbo Unido       |

|  | Cuartos | Cuartos              | Cuartos | Cuartos          | Cuartos |   |    | Semifinal | Semifinal | Semifinal | Semifinal | Semifinal |  |    | Final            | Final | Final | Final | Final |  |
|  |         |                      |         |                  |         |   |    |           |           |           |           |           |  |    |                  |       |       |       |       |  |
|  |         |                      |         |                  |         |   |    |           |           |           |           |           |  |    |                  |       |       |       |       |  |
|  | 7       | Cobreloa             | 1       | 0                | 1       |   |    |           |           |           |           |           |  |    |                  |       |       |       |       |  |
|  | 7       | Cobreloa             | 1       | 0                | 1       |   |    |           |           |           |           |           |  |    |                  |       |       |       |       |  |
|  | 29      | San Marcos de Arica  | 0       | 0                | 0       |   |    |           |           |           |           |           |  |    |                  |       |       |       |       |  |
|  | 29      | San Marcos de Arica  | 0       | 0                | 0       |   | 7  | Cobreloa  | 0         | 0         | 0         |           |  |    |                  |       |       |       |       |  |
|  |         |                      |         |                  |         |   | 7  | Cobreloa  | 0         | 0         | 0         |           |  |    |                  |       |       |       |       |  |
|  |         |                      | 19      | Deportes Iquique | 2       | 2 | 4  |           |           |           |           |           |  |    |                  |       |       |       |       |  |
|  | 19      | Deportes Iquique     | 19      | Deportes Iquique | 2       | 2 | 4  | 1         | 3         | 4         |           |           |  |    |                  |       |       |       |       |  |
|  | 19      | Deportes Iquique     |         |                  |         |   |    |           |           | 4         |           |           |  |    |                  |       |       |       |       |  |
|  | 17      | Deportes Antofagasta | 2       | 1                | 3       |   |    |           |           |           |           |           |  |    |                  |       |       |       |       |  |
|  | 17      | Deportes Antofagasta | 2       | 1                | 3       |   |    |           |           |           |           |           |  | 19 | Deportes Iquique | 1     | 0     | 1     |       |  |
|  |         |                      |         |                  |         |   |    |           |           |           |           |           |  | 19 | Deportes Iquique | 1     | 0     | 1     |       |  |
|  |         |                      | 15      | Coquimbo Unido   | 2       | 1 | 3  |           |           |           |           |           |  |    |                  |       |       |       |       |  |
|  | 13      | Cobresal             | 15      | Coquimbo Unido   | 2       | 1 | 3  | 2         | 3         | 5         |           |           |  |    |                  |       |       |       |       |  |
|  | 13      | Cobresal             |         |                  |         |   |    |           |           | 5         |           |           |  |    |                  |       |       |       |       |  |
|  | 30      | Deportes Copiapó     | 2       | 1                | 3       |   |    |           |           |           |           |           |  |    |                  |       |       |       |       |  |
|  | 30      | Deportes Copiapó     | 2       | 1                | 3       |   | 13 | Cobresal  | 0         | 1         | 1         |           |  |    |                  |       |       |       |       |  |
|  |         |                      |         |                  |         |   | 13 | Cobresal  | 0         | 1         | 1         |           |  |    |                  |       |       |       |       |  |
|  |         |                      | 15      | Coquimbo Unido   | 4       | 0 | 4  |           |           |           |           |           |  |    |                  |       |       |       |       |  |
|  | 44      | Trasandino           | 15      | Coquimbo Unido   | 4       | 0 | 4  | 1         | 0         | 1         |           |           |  |    |                  |       |       |       |       |  |
|  | 44      | Trasandino           |         |                  |         |   |    |           |           | 1         |           |           |  |    |                  |       |       |       |       |  |
|  | 15      | Coquimbo Unido       | 1       | 1                | 2       |   |    |           |           |           |           |           |  |    |                  |       |       |       |       |  |
|  | 15      | Coquimbo Unido       | 1       | 1                | 2       |   |    |           |           |           |           |           |  |    |                  |       |       |       |       |  |
|  |         |                      |         |                  |         |   |    |           |           |           |           |           |  |    |                  |       |       |       |       |  |

El equipo con el menor número de orden es el que definirá la serie como local.
| Bandera de la Región de Coquimbo  |
| Ganador Zona Norte Coquimbo Unido |

### Zona Centro Norte
| Local                 | Resultado        | Visita               |
| --------------------- | ---------------- | -------------------- |
| Municipal Puente Alto | 1 - 5            | Universidad de Chile |
| San Antonio Unido     | 2 - 2 (4 - 3 p.) | Unión La Calera      |
| Deportes Melipilla    | 1 - 0            | Unión San Felipe     |
| Everton               | 2 - 0            | San Luis de Quillota |
| Glorias Navales       | 0 - 2            | Universidad Católica |
| Concón National       | 3 - 5            | Santiago Wanderers   |
| Barnechea             | 1 - 0            | Deportes Limache     |
| Santiago City         | 0 - 4            | Palestino            |

|  | Cuartos | Cuartos              | Cuartos | Cuartos   | Cuartos |   |       | Semifinal            | Semifinal | Semifinal | Semifinal | Semifinal |  |   | Final                | Final | Final | Final | Final |  |
|  |         |                      |         |           |         |   |       |                      |           |           |           |           |  |   |                      |       |       |       |       |  |
|  |         |                      |         |           |         |   |       |                      |           |           |           |           |  |   |                      |       |       |       |       |  |
|  | 2       | Universidad de Chile | 0       | 7         | 7       |   |       |                      |           |           |           |           |  |   |                      |       |       |       |       |  |
|  | 2       | Universidad de Chile | 0       | 7         | 7       |   |       |                      |           |           |           |           |  |   |                      |       |       |       |       |  |
|  | 37      | San Antonio Unido    | 0       | 0         | 0       |   |       |                      |           |           |           |           |  |   |                      |       |       |       |       |  |
|  | 37      | San Antonio Unido    | 0       | 0         | 0       |   | 2     | Universidad de Chile | 1         | 1         | 2 (4)     |           |  |   |                      |       |       |       |       |  |
|  |         |                      |         |           |         |   | 2     | Universidad de Chile | 1         | 1         | 2 (4)     |           |  |   |                      |       |       |       |       |  |
|  |         |                      | 8       | Everton   | 2       | 0 | 2 (3) |                      |           |           |           |           |  |   |                      |       |       |       |       |  |
|  | 36      | Deportes Melipilla   | 8       | Everton   | 2       | 0 | 2 (3) | 2                    | 1         | 3         |           |           |  |   |                      |       |       |       |       |  |
|  | 36      | Deportes Melipilla   |         |           |         |   |       |                      |           | 3         |           |           |  |   |                      |       |       |       |       |  |
|  | 8       | Everton              | 1       | 3         | 4       |   |       |                      |           |           |           |           |  |   |                      |       |       |       |       |  |
|  | 8       | Everton              | 1       | 3         | 4       |   |       |                      |           |           |           |           |  | 2 | Universidad de Chile | 5     | 0     | 5     |       |  |
|  |         |                      |         |           |         |   |       |                      |           |           |           |           |  | 2 | Universidad de Chile | 5     | 0     | 5     |       |  |
|  |         |                      | 6       | Palestino | 0       | 1 | 1     |                      |           |           |           |           |  |   |                      |       |       |       |       |  |
|  | 14      | Santiago Wanderers   | 6       | Palestino | 0       | 1 | 1     | 1                    | 2         | 3         |           |           |  |   |                      |       |       |       |       |  |
|  | 14      | Santiago Wanderers   |         |           |         |   |       |                      |           | 3         |           |           |  |   |                      |       |       |       |       |  |
|  | 4       | Universidad Católica | 0       | 2         | 2       |   |       |                      |           |           |           |           |  |   |                      |       |       |       |       |  |
|  | 4       | Universidad Católica | 0       | 2         | 2       |   | 14    | Santiago Wanderers   | 2         | 1         | 3         |           |  |   |                      |       |       |       |       |  |
|  |         |                      |         |           |         |   | 14    | Santiago Wanderers   | 2         | 1         | 3         |           |  |   |                      |       |       |       |       |  |
|  |         |                      | 6       | Palestino | 2       | 3 | 5     |                      |           |           |           |           |  |   |                      |       |       |       |       |  |
|  | 25      | Barnechea            | 6       | Palestino | 2       | 3 | 5     | 3                    | 0         | 3         |           |           |  |   |                      |       |       |       |       |  |
|  | 25      | Barnechea            |         |           |         |   |       |                      |           | 3         |           |           |  |   |                      |       |       |       |       |  |
|  | 6       | Palestino            | 2       | 3         | 5       |   |       |                      |           |           |           |           |  |   |                      |       |       |       |       |  |
|  | 6       | Palestino            | 2       | 3         | 5       |   |       |                      |           |           |           |           |  |   |                      |       |       |       |       |  |
|  |         |                      |         |           |         |   |       |                      |           |           |           |           |  |   |                      |       |       |       |       |  |

El equipo con el menor número de orden es el que definirá la serie como local.
| Bandera de la Región Metropolitana de Santiago |
| Ganador Zona Centro Norte Universidad de Chile |

### Zona Centro Sur
| Local             | Resultado        | Visita              |
| ----------------- | ---------------- | ------------------- |
| Deportes Quillón  | 0 - 6            | Colo-Colo           |
| Lautaro de Buin   | 0 - 1            | O'Higgins           |
| Deportes Rengo    | 2 - 3            | Deportes Santa Cruz |
| Deportes Recoleta | 1 - 3            | Audax Italiano      |
| Marcos Trincado   | 1 - 5            | Unión Española      |
| Real San Joaquín  | 0 - 0 (4 - 3 p.) | Santiago Morning    |
| Juvenil Seminario | 2 - 5            | Magallanes          |
| General Velásquez | 1 - 3            | Curicó Unido        |

|  | Cuartos | Cuartos             | Cuartos | Cuartos             | Cuartos |   |   | Semifinal      | Semifinal | Semifinal | Semifinal | Semifinal |  |   | Final     | Final | Final | Final | Final |  |
|  |         |                     |         |                     |         |   |   |                |           |           |           |           |  |   |           |       |       |       |       |  |
|  |         |                     |         |                     |         |   |   |                |           |           |           |           |  |   |           |       |       |       |       |  |
|  | 1       | Colo-Colo           | 2       | 3                   | 5       |   |   |                |           |           |           |           |  |   |           |       |       |       |       |  |
|  | 1       | Colo-Colo           | 2       | 3                   | 5       |   |   |                |           |           |           |           |  |   |           |       |       |       |       |  |
|  | 12      | O'Higgins           | 2       | 1                   | 3       |   |   |                |           |           |           |           |  |   |           |       |       |       |       |  |
|  | 12      | O'Higgins           | 2       | 1                   | 3       |   | 1 | Colo-Colo      | 1         | 1         | 2         |           |  |   |           |       |       |       |       |  |
|  |         |                     |         |                     |         |   | 1 | Colo-Colo      | 1         | 1         | 2         |           |  |   |           |       |       |       |       |  |
|  |         |                     | 35      | Deportes Santa Cruz | 1       | 0 | 1 |                |           |           |           |           |  |   |           |       |       |       |       |  |
|  | 35      | Deportes Santa Cruz | 35      | Deportes Santa Cruz | 1       | 0 | 1 | 1              | 2         | 3         |           |           |  |   |           |       |       |       |       |  |
|  | 35      | Deportes Santa Cruz |         |                     |         |   |   |                |           | 3         |           |           |  |   |           |       |       |       |       |  |
|  | 10      | Audax Italiano      | 1       | 0                   | 1       |   |   |                |           |           |           |           |  |   |           |       |       |       |       |  |
|  | 10      | Audax Italiano      | 1       | 0                   | 1       |   |   |                |           |           |           |           |  | 1 | Colo-Colo | 0     | 0     | 0     |       |  |
|  |         |                     |         |                     |         |   |   |                |           |           |           |           |  | 1 | Colo-Colo | 0     | 0     | 0     |       |  |
|  |         |                     | 5       | Magallanes          | 3       | 0 | 3 |                |           |           |           |           |  |   |           |       |       |       |       |  |
|  | 3       | Unión Española      | 5       | Magallanes          | 3       | 0 | 3 | 2              | 3         | 5         |           |           |  |   |           |       |       |       |       |  |
|  | 3       | Unión Española      |         |                     |         |   |   |                |           | 5         |           |           |  |   |           |       |       |       |       |  |
|  | 49      | Real San Joaquín    | 2       | 0                   | 2       |   |   |                |           |           |           |           |  |   |           |       |       |       |       |  |
|  | 49      | Real San Joaquín    | 2       | 0                   | 2       |   | 3 | Unión Española | 0         | 0         | 0         |           |  |   |           |       |       |       |       |  |
|  |         |                     |         |                     |         |   | 3 | Unión Española | 0         | 0         | 0         |           |  |   |           |       |       |       |       |  |
|  |         |                     | 5       | Magallanes          | 3       | 5 | 8 |                |           |           |           |           |  |   |           |       |       |       |       |  |
|  | 5       | Magallanes          | 5       | Magallanes          | 3       | 5 | 8 | 0              | 4         | 4         |           |           |  |   |           |       |       |       |       |  |
|  | 5       | Magallanes          |         |                     |         |   |   |                |           | 4         |           |           |  |   |           |       |       |       |       |  |
|  | 22      | Curicó Unido        | 1       | 0                   | 1       |   |   |                |           |           |           |           |  |   |           |       |       |       |       |  |
|  | 22      | Curicó Unido        | 1       | 0                   | 1       |   |   |                |           |           |           |           |  |   |           |       |       |       |       |  |
|  |         |                     |         |                     |         |   |   |                |           |           |           |           |  |   |           |       |       |       |       |  |

El equipo con el menor número de orden es el que definirá la serie como local.
| Bandera de la Región Metropolitana de Santiago |
| Ganador Zona Centro Sur Magallanes             |

### Zona Sur
| Local               | Resultado        | Visita                    |  |
| ------------------- | ---------------- | ------------------------- |  |
| San Antonio Unido   | 1 - 4            | Ñublense                  |  |
| Comunal Cabrero     | 0 - 10           | Rangers                   |  |
| Deportes Concepción | 2 - 3            | Deportes Linares          |  |
| Vicente Pérez       | 0 - 3            | Universidad de Concepción |  |
| Presidente Ibáñez   | 0 - 12           | Huachipato                |  |
| Imperial Unido      | 2 - 2 (4 - 3 p.) | Fernández Vial            |  |
| Alas Portuarias     | 0 - 7            | Deportes Puerto Montt     |  |
| Provincial Osorno   | 2 - 2 (4 - 5 p.) | Deportes Temuco           |  |

|  | Cuartos | Cuartos                   | Cuartos | Cuartos               | Cuartos |   |       | Semifinal  | Semifinal | Semifinal | Semifinal | Semifinal |  |    | Final    | Final | Final | Final | Final |  |
|  |         |                           |         |                       |         |   |       |            |           |           |           |           |  |    |          |       |       |       |       |  |
|  |         |                           |         |                       |         |   |       |            |           |           |           |           |  |    |          |       |       |       |       |  |
|  | 18      | Ñublense                  | 1       | 4                     | 5       |   |       |            |           |           |           |           |  |    |          |       |       |       |       |  |
|  | 18      | Ñublense                  | 1       | 4                     | 5       |   |       |            |           |           |           |           |  |    |          |       |       |       |       |  |
|  | 26      | Rangers                   | 1       | 0                     | 1       |   |       |            |           |           |           |           |  |    |          |       |       |       |       |  |
|  | 26      | Rangers                   | 1       | 0                     | 1       |   | 18    | Ñublense   | 1         | 5         | 6         |           |  |    |          |       |       |       |       |  |
|  |         |                           |         |                       |         |   | 18    | Ñublense   | 1         | 5         | 6         |           |  |    |          |       |       |       |       |  |
|  |         |                           | 54      | Deportes Linares      | 2       | 1 | 3     |            |           |           |           |           |  |    |          |       |       |       |       |  |
|  | 54      | Deportes Linares          | 54      | Deportes Linares      | 2       | 1 | 3     | 1          | 0         | 1         |           |           |  |    |          |       |       |       |       |  |
|  | 54      | Deportes Linares          |         |                       |         |   |       |            |           | 1         |           |           |  |    |          |       |       |       |       |  |
|  | 11      | Universidad de Concepción | 0       | 0                     | 0       |   |       |            |           |           |           |           |  |    |          |       |       |       |       |  |
|  | 11      | Universidad de Concepción | 0       | 0                     | 0       |   |       |            |           |           |           |           |  | 18 | Ñublense | 1     | 1     | 2 (4) |       |  |
|  |         |                           |         |                       |         |   |       |            |           |           |           |           |  | 18 | Ñublense | 1     | 1     | 2 (4) |       |  |
|  |         |                           | 28      | Deportes Puerto Montt | 1       | 1 | 2 (2) |            |           |           |           |           |  |    |          |       |       |       |       |  |
|  | 9       | Huachipato                | 28      | Deportes Puerto Montt | 1       | 1 | 2 (2) | 2          | 0         | 2         |           |           |  |    |          |       |       |       |       |  |
|  | 9       | Huachipato                |         |                       |         |   |       |            |           | 2         |           |           |  |    |          |       |       |       |       |  |
|  | –       | Imperial Unido            | 1       | 0                     | 1       |   |       |            |           |           |           |           |  |    |          |       |       |       |       |  |
|  | –       | Imperial Unido            | 1       | 0                     | 1       |   | 9     | Huachipato | 1         | 1         | 2         |           |  |    |          |       |       |       |       |  |
|  |         |                           |         |                       |         |   | 9     | Huachipato | 1         | 1         | 2         |           |  |    |          |       |       |       |       |  |
|  |         |                           | 28      | Deportes Puerto Montt | 5       | 0 | 5     |            |           |           |           |           |  |    |          |       |       |       |       |  |
|  | 28      | Deportes Puerto Montt     | 28      | Deportes Puerto Montt | 5       | 0 | 5     | 2          | 1         | 3         |           |           |  |    |          |       |       |       |       |  |
|  | 28      | Deportes Puerto Montt     |         |                       |         |   |       |            |           | 3         |           |           |  |    |          |       |       |       |       |  |
|  | 16      | Deportes Temuco           | 0       | 2                     | 2       |   |       |            |           |           |           |           |  |    |          |       |       |       |       |  |
|  | 16      | Deportes Temuco           | 0       | 2                     | 2       |   |       |            |           |           |           |           |  |    |          |       |       |       |       |  |
|  |         |                           |         |                       |         |   |       |            |           |           |           |           |  |    |          |       |       |       |       |  |

El equipo con el menor número de orden es el que definirá la serie como local.
| Bandera de la Región de Ñuble |
| Ganador Zona Sur Ñublense     |

## Fase Nacional
El equipo que se corona campeón de este torneo, clasificará automáticamente como «Chile 4» a la Copa Libertadores, como señala las bases del torneo. Además, se ganará el derecho de disputar la Supercopa de Chile, ante el equipo que se consagra campeón del torneo de la Primera División.
|  | Semifinal | Semifinal            | Semifinal | Semifinal | Semifinal |   |                      | Final                | Final | Final |  |
|  |           |                      |           |           |           |   |                      |                      |       |       |  |
|  |           |                      |           |           |           |   |                      |                      |       |       |  |
|  | 15        | Coquimbo Unido       | 0         | 0         | 0         |   |                      |                      |       |       |  |
|  | 15        | Coquimbo Unido       | 0         | 0         | 0         |   |                      |                      |       |       |  |
|  | 2         | Universidad de Chile | 0         | 1         | 1         |   |                      |                      |       |       |  |
|  | 2         | Universidad de Chile | 0         | 1         | 1         |   | Universidad de Chile | Universidad de Chile | 1     |       |  |
|  |           |                      |           |           |           |   | Universidad de Chile | Universidad de Chile | 1     |       |  |
|  |           |                      | Ñublense  | Ñublense  | 0         |   |                      |                      |       |       |  |
|  | 5         | Magallanes           | Ñublense  | Ñublense  | 0         | 1 | 1                    | 2                    |       |       |  |
|  | 5         | Magallanes           |           |           |           | 1 | 1                    | 2                    |       |       |  |
|  | 18        | Ñublense             | 2         | 1         | 3         |   |                      |                      |       |       |  |
|  | 18        | Ñublense             | 2         | 1         | 3         |   |                      |                      |       |       |  |
|  |           |                      |           |           |           |   |                      |                      |       |       |  |

El equipo con el menor número de orden es el que definirá la serie como local.

## Campeón
| Copa Chile                      |
|                                 |
|                                 |
| Universidad de Chile 6.º título |

## Estadísticas

### Goleadores
| Jugador                  | Equipo               | Goles | Part. | Prom. |
| ------------------------ | -------------------- | ----- | ----- | ----- |
| Julián Brea              | Huachipato           | 6     | 2     | 3     |
| Diego Coelho             | Cobresal             | 6     | 5     | 1.2   |
| Gonzalo Tapia Pérez      | Barnechea            | 4     | 3     | 1.33  |
| Enzo Roberto Díaz        | Deportes Antofagasta | 4     | 3     | 1.33  |
| Federico Martínez Berroa | Everton              | 4     | 3     | 1.33  |
| Gustavo Gotti            | Rangers              | 4     | 3     | 1.33  |
| Andrés Chávez            | Coquimbo Unido       | 4     | 7     | 0.57  |
| Ismael Sosa              | Ñublense             | 4     | 6     | 0.57  |
| Sebastián Sáez           | Huachipato           | 3     | 2     | 1.5   |
| Joaquín Larrivey         | Magallanes           | 3     | 2     | 1.5   |